# Mariä Himmelfahrt (Most)

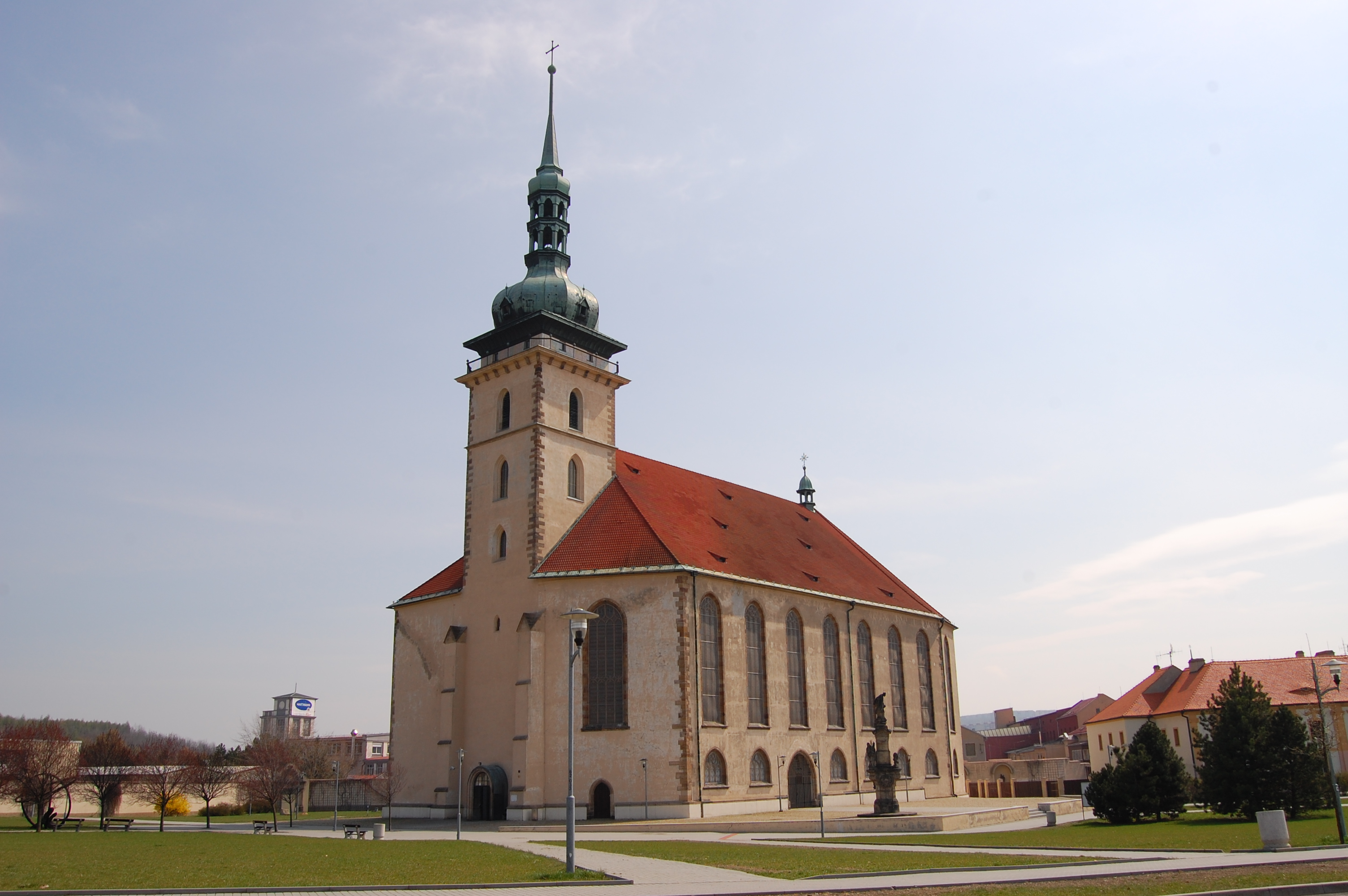
Kirche Mariä Himmelfahrt

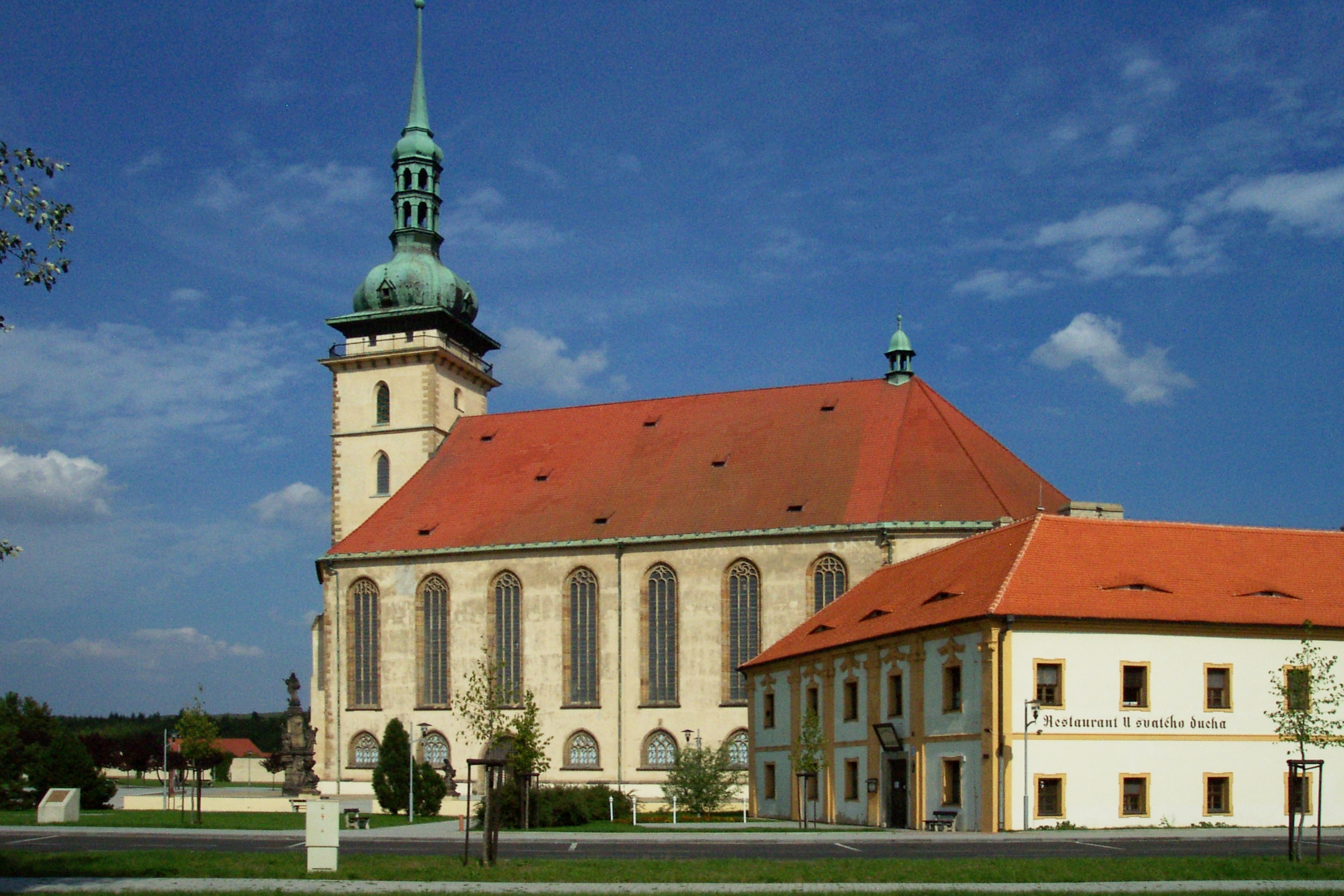
Kirche Mariä Himmelfahrt im Jahr 2006

Mariä Himmelfahrt ist eine spätgotische Kirche in der tschechischen Stadt Most (deutsch: Brüx), deren Bau im Jahr 1517 nach dem Großbrand von 1515 begann. Für den Bau war Jacob Haylmann, ein Schüler des Baumeisters Benedikt Ried, verantwortlich. Der Bau wurde im 17. Jahrhundert abgeschlossen.
Bekannt wurde das Gebäude im 20. Jahrhundert, als es um 841 Meter versetzt wurde. Bis heute hält die Kirche Mariä Himmelfahrt den Guinness-Rekord für den Transport der schwersten Fracht auf Schienen.

## Geschichte

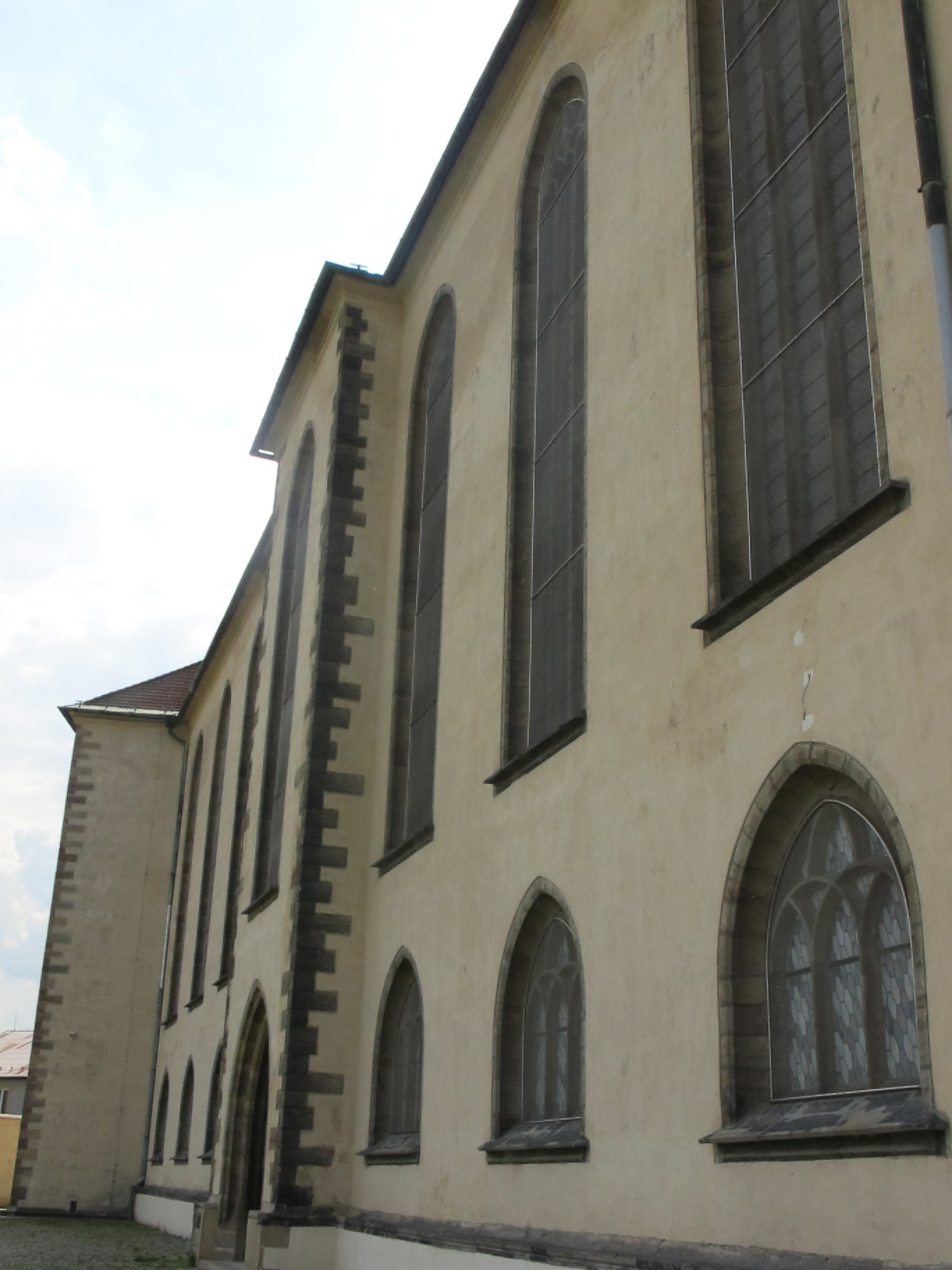
Ostfassade

Der Vorgängerbau der heutigen Kirche war die zwischen 1253 und 1257 erbaute frühgotische dreischiffige Basilika, die auf ein Edikt von Papst Bonifatius VIII. zurückgeht. Von der ursprünglichen Kirche sind nur die östliche Krypta und das innere Mauerwerk des Westturms erhalten. 1501 bestätigte Papst Alexander VI. mit Fürsprache von König Vladislav II. die Schirmherrschaft der Stadt Most über die Kirche, die bis dahin vom Kloster des Heiligen Grabes in Zderaz bei Prag betrieben wurde. Diese Kirche wurde 1515 bei einem Großbrand in der Stadt Most zerstört.
Da die Finanzierung des Neubaus der Kirche nicht vollständig durch städtische Mittel gedeckt werden konnte, wurde eine Schuldenerhebung beantragt. Im Jahr 1516 erhielten die Bürger von Leo X. und anderen kirchlichen Würdenträgern die Erlaubnis, eine öffentliche Sammlung für die neue Kirche zu organisieren. Eine ähnliche Erlaubnis wurde von König Ludwig II. Jagiellon und dem polnischen König Sigismund I. ausgestellt. Die Sammlung erfolgte von März 1517 bis Mai 1519 in Böhmen, Mähren, Sachsen, der Lausitz und Schlesien. Zusammen mit anderen Spenden wurden insgesamt 12155 Kick und 45 Groschen gewonnen. Die Stadt musste ein Drittel der Summe an die päpstliche Kurie abgeben, das restliche Geld wurde für den Bau der Kirche und anderer Gebäude, wie Pfarrhaus oder Schule, verwendet.
Ab dem 20. August 1517 wurde damit begonnen, die Kirche auf den Ruinen der alten Kirche zu errichten durch Baumeister Jakob Haylmann aus Schweinfurt, einem Schüler von Benedict Ried. Er gestaltete die Kirche als große dreischiffige Hallenkirche mit eingezogenem Chor, einem fünfeckigen Chorraum, einem prismatischen Turm mit einer Galerie in der Hauptfassade, einem Vorraum an der Nordwand und einer Nordwest-Sakristei. 1518 übernahm Georg (Jörg) von Maulbron die Leitung des Bauprojektes, ihm folgte im Jahr 1531 Meister Peter Heilmann. Im zweiten Jahrzehnt des 16. Jahrhunderts wurden die Gewölbe der Umgangskapellen fertiggestellt, die inneren Säulen sowie die Einfassungen der Gewölberippen errichtet. Im Jahr 1532 wurden die Fenster verglast und mit Rippen geschnitzt. 1549 wurde der Rohbau fertiggestellt und um 1550 wurden Portale im Renaissancestil errichtet.
Beim Stadtbrand 1578 wurde die Kirche nochmals zerstört und bis 1602 restauriert. Sie wurde 1594 vom Prager Erzbischof Zbynek Berka von Dube geweiht. Im Lauf der Jahrhunderte folgten noch geringfügige Änderungen an der Außen- und Innenausstattung des Gebäudes. Im Jahr 1650 wurde die Kirche mit einem neuen Dach eingedeckt.
An der Kirche wurde 1765 ein separater barocker Glockenturm errichtet, der 1820 während eines Großbrandes in Most beschädigt und anschließend wieder aufgebaut wurde. Im Jahr 1840 wurden die Friedhofsmauer um die Kirche und das Beinhaus abgerissen.
Im zweiten Viertel des 18. Jahrhunderts wurde der Ostchor mit einem monumentalen Hauptaltar abgeschlossen, ergänzt durch lebensgroße Statuen des Tiroler Bildhauers Bartholomäus Eder und Gemälde des Jesuitenmalers Josef Kramolín.

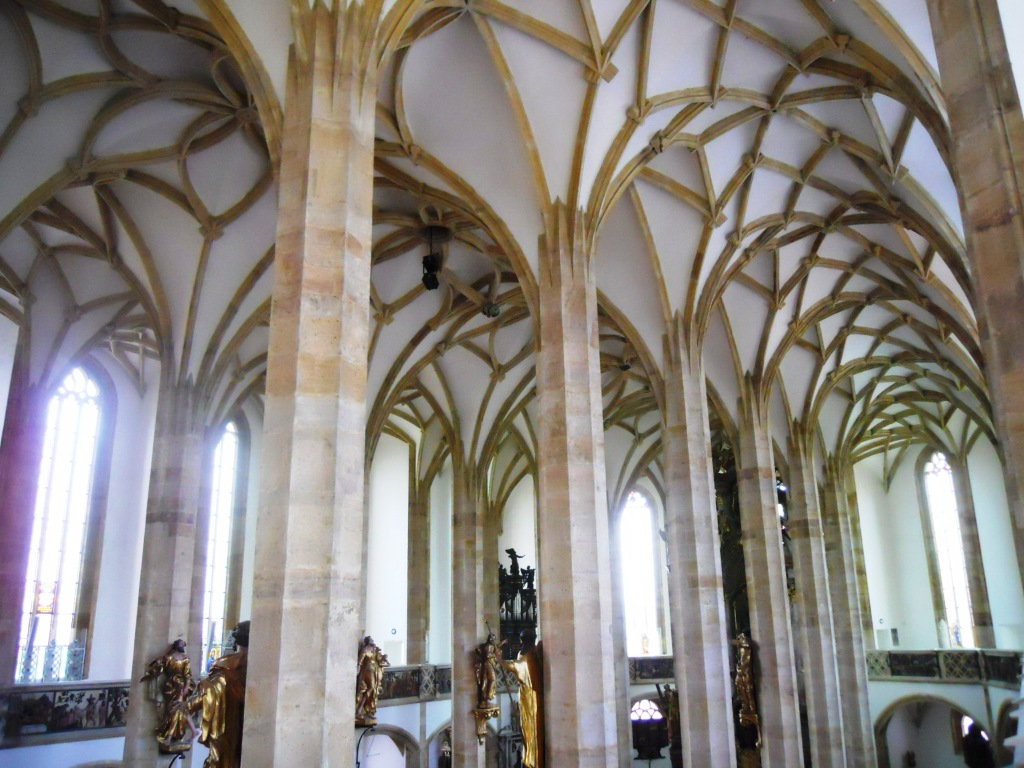
Das Gewölbe der Kirche, von der Empore aus gesehen.

In den Jahren 1880–1883 wurde die letzte größere Innenrenovierung durchgeführt, indem ein Teil des Barockinventars entfernt wurde, ein neues gotisches Gemälde und eine neugotische Anlage errichtet wurde. 1932 wurden unter der Leitung des Architekten Karl Kohn Restaurierungsmaßnahmen an den Außenfassaden aus Gips sowie an Steingegenständen durchgeführt.

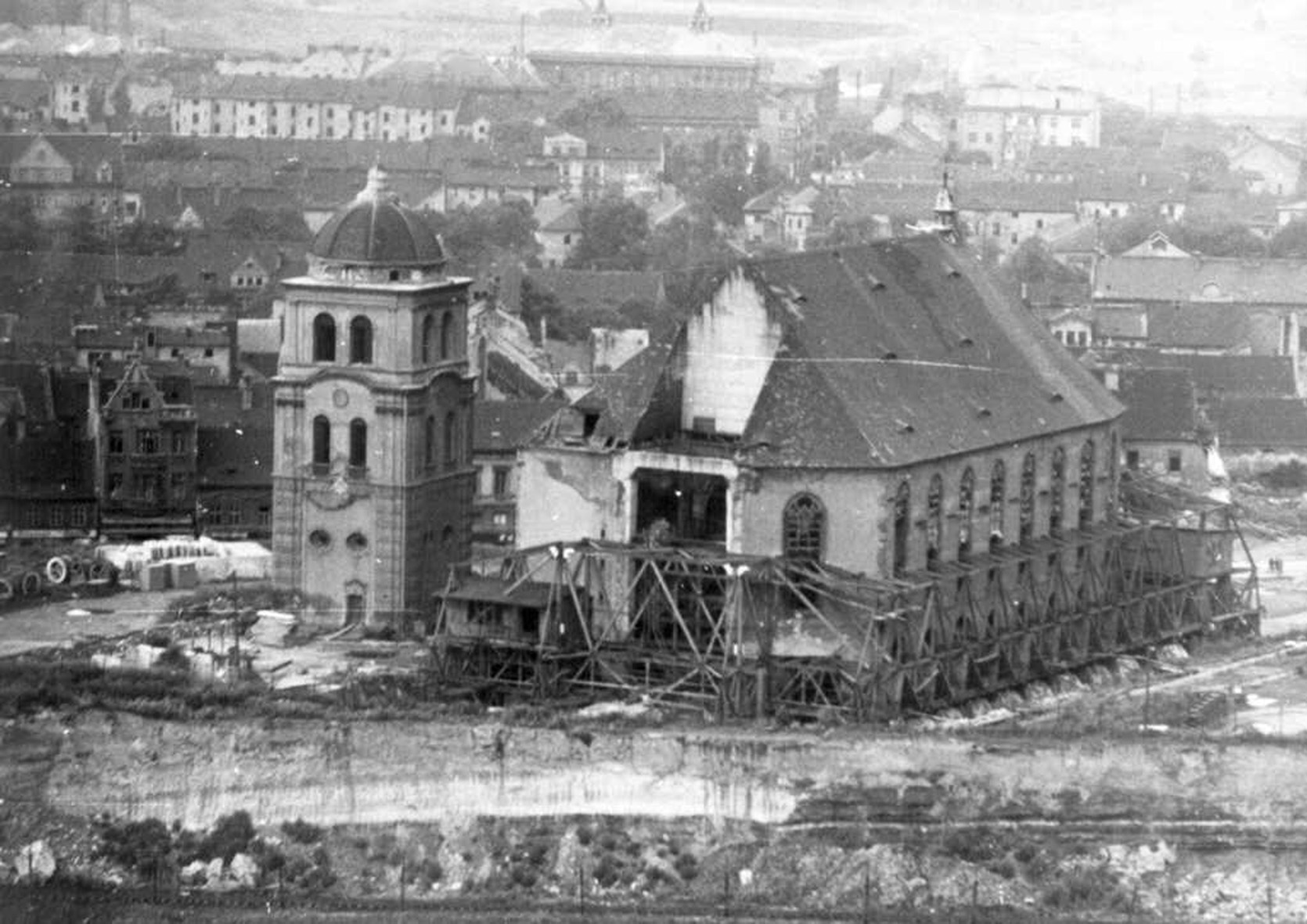
Kirche mit Stahlkonstruktion vor dem Umzug

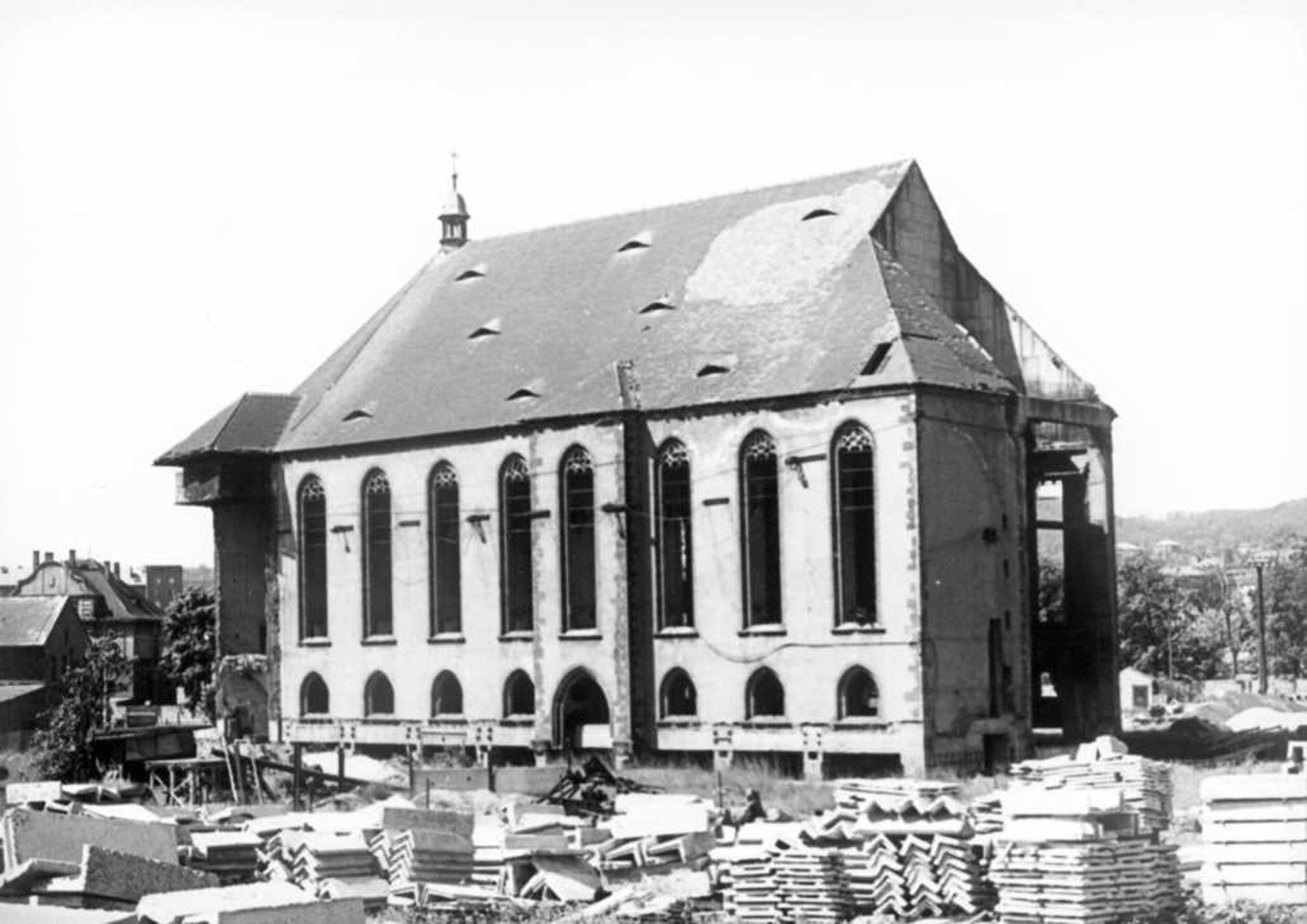
Wiederaufbau nach dem Umzug

1958 wurde die Kirche als Wahrzeichen des Stadtpanoramas zu einem unbeweglichen Kulturdenkmal erklärt.

## Verschiebung der Kirche
Als die Stadt Most ab 1967 der Kohleförderung weichen musste und an anderer Stelle wiederaufgebaut wurde, ordnete  die tschechoslowakische Regierung durch eine Resolution die Rettung der Dekanatskirche an. Die Entscheidung beruhte auf einer detaillierten kunsthistorischen Erhebung des Gebäudes, die vom staatlichen Institut für Naturschutz und Naturschutz in Prag vorbereitet wurde. Im Kulturministerium der Tschechoslowakischen Republik wurde eine Kommission unter dem Vorsitz von Stanislav Bechyně (ab 1969 Alois Myslivec) zur Überwachung der Projektaktivitäten und der Durchführung der gesamten Rettungsaktion eingesetzt. Berater war der russische Bauingenieur Emmanuel Gendel (1903–1994).
Mit Regierungsresolutionen im März und Mai 1970 wurde beschlossen, die Kirche durch eine räumliche Versetzung zu retten. Im gleichen Jahr wurden die zerlegten Kirchenmöbel einschließlich des Hauptaltars und der beweglichen Teile des Innenraums in ein Depot transportiert. 1971 wurde eine archäologische Untersuchung der Kirche und ihrer Umgebung durchgeführt. In den folgenden Jahren wurde schrittweise eine detaillierte Untersuchung der geologischen Bedingungen im Kirchenbereich sowie auf der Transferroute und auf dem Gelände der neuen Siedlung erstellt. Außerdem fanden weitere Untersuchungen statt, wie u. a. bezüglich der physikalisch-chemischen Eigenschaften der historischen Baumaterialien der Kirche und der Fundamente sowie der geophysikalischen Gegebenheiten der Umgebung, auch im Bereich der gesamten Transportroute und am neuen Standort. Darüber hinaus wurden zahlreiche verschiedene Laboruntersuchungen und Sonderprüfungen durchgeführt.
1972 wurde der Kirchturm demontiert. Danach wurde mit Sicherungsarbeiten im Kircheninneren begonnen. Das Gewölbe wurde mit einer Stahlkonstruktion versehen, die die Kirche sowohl innen als auch außen stützte. Anschließend wurde das Gebäude von seinem historischen Fundament getrennt und mit Schienen unterlegt. Der Umfang der Kirche war mit einem Betonkranz bedeckt. Das Gesamtgewicht der Kirche betrug 12.000 Tonnen.
Unter allen statisch wichtigen Punkten wurden 53 speziell konstruierte und von Škoda Pilsen produzierte hydraulische Transportwagen auf die gebaute Transportstrecke gestellt. Die Lastwagen arbeiteten nach einem hydraulischen Prinzip. Die Hydraulik steuerte auch die vier Auslegerarme, die die Kirche schleppen oder bremsen sollten. Die Arbeit wurde computergesteuert, aber ein manueller Eingriff war möglich.
Nach der Verschiebung folgte die Stabilisierung des Gebäudes und der schrittweise Aufbau. Das Dach wurde gelegt, der Turm wurde erneuert und das Innere wurde restauriert, wobei nicht nur die historistische Dekoration des 19. Jahrhunderts entfernt wurde, sondern auch die sakralen Grundelemente, insbesondere der Hauptbarockaltar. 1988 waren die Arbeiten abgeschlossen und die Kirche der Öffentlichkeit wieder zugänglich gemacht. Sie sollte nun als Ausstellungs- und Konzertstätte dienen. Die Versetzung der Kirche hatte eine Verschiebung der Achse zur Folge, wodurch der Altar nun nach Süden statt nach Osten ausgerichtet war, weshalb die Kirchenleitung zögerte, das Gebäude wieder als Kirche zu weihen. Im Juni 1993 wurde sie erneut geweiht. Sie dient heute sowohl unregelmäßigen Gottesdiensten als auch als Ausstellung der Nordböhmischen Galerie in Leitmeritz (Severočeská galerie výtvarného umění v Litoměřicích) mit wertvollen spätgotischen Plastiken und Bildern.
Die Kirchenumgebung wurde seit 1986 auf einer Fläche von 16,57 Hektar verändert. Ein neuer Stadtfriedhof wurde hinter der Kirche in einem zurückgezogenen Bereich errichtet. Zwischen 1994 und 1995 wurde im Zuge der Parkumbauarbeiten ein 1,83 Hektar großes Wasserreservoir errichtet, das mit Wasser aus dem Fluss Bílina gespeist wird. In letzter Zeit sind auch Statuen aus den zerstörten Dörfern des Stadtteils Most in die Umgebung der Kirche umgezogen, und ein Lapidarium wird gebaut. Der MiniMost-Park liegt in der Nähe.

## Architektur

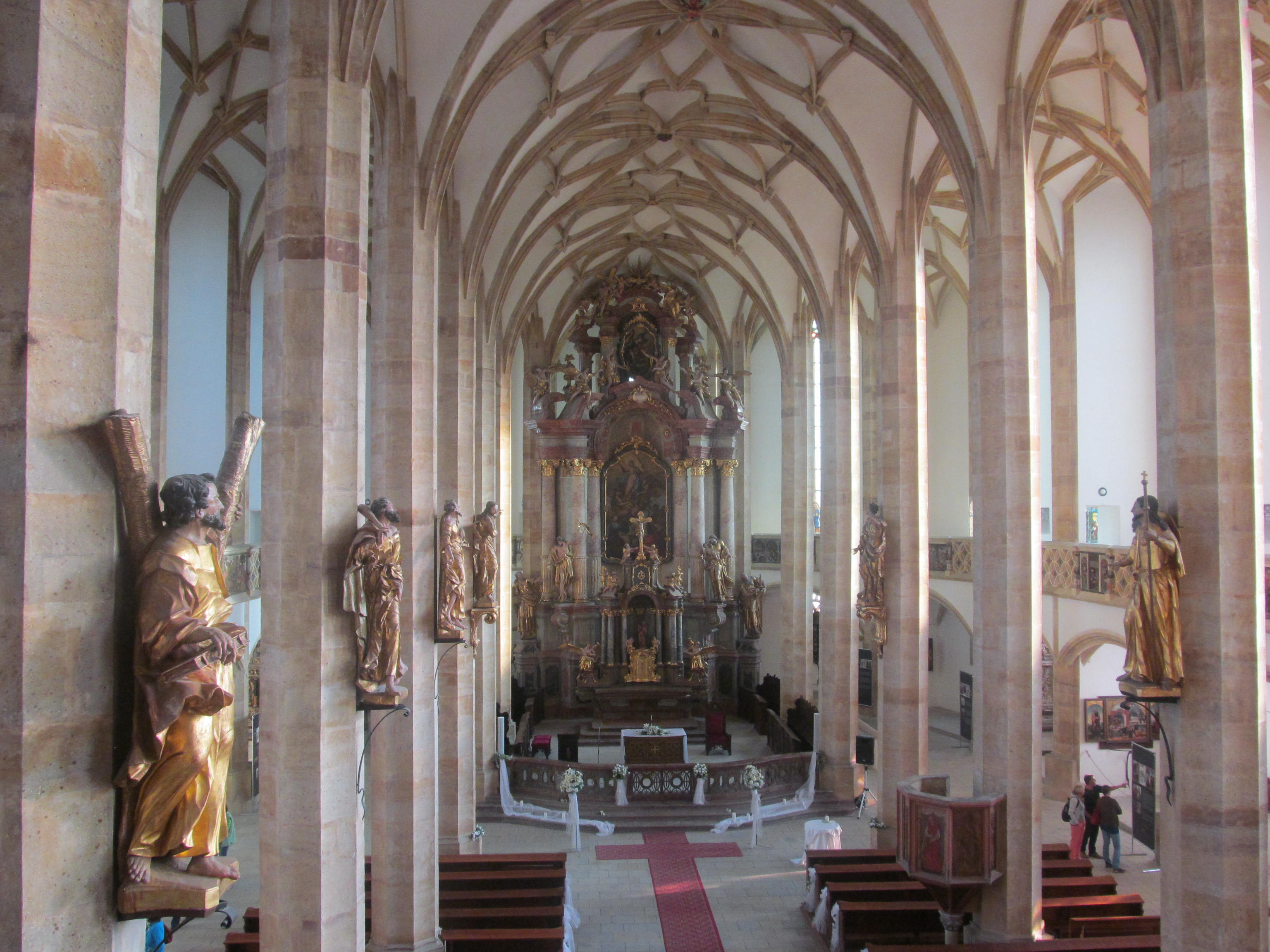
Innenansicht und Altarraum

Die dreischiffige spätgotische Hallenkirche im süddeutschen Stil ist 60 m lang und 30 m breit, hat einen Westturm (heute Nordturm) mit Umgang und eine einfache Fassade mit zwei Fensterreihen. Die unteren kleinen Fenster belichten die Kapellen, die oberen das Kirchenschiff. Im Inneren ist die Kirche durch sieben Paare achteckiger Pfeiler in drei Schiffe verteilt, besitzt eingezogene Stützen, eine Empore und eine reich verzierte Dachwölbung. Auf die Empore führen zwei sehr fein gearbeitete Wendeltreppen, eine ist eine Doppeltreppe. Unterhalb der Empore befinden sich 16 Kapellen mit reichen Gewölben. Entlang der Brüstung der Empore läuft um die ganze Kirche herum ein polychromiertes Renaissance-Relief mit biblischen Szenen. Der barocke Hauptaltar (ursprünglich im Osten, heute im Süden) wurde zwischen 1735 und 1739 erbaut, sein Skulpturenschmuck stammt aus der Werkstatt des Bildhauers Bartholomäus Eder, das große Altarbild von Josef Kramolin stammt aus dem Jahr 1773. An den Säulen im Hauptschiff sind Statuen der Apostel und Evangelisten (polychrome Holzschnitzerei, 1730–1738) von Johann Adam Dietz angeordnet.
Auf der Empore der Kirche werden restaurierte Glasfenster ausgestellt, die im Rahmen von Renovierungen Ende des 19./Anfang des 20. Jahrhunderts in den Kapellen der ehemaligen Stadtpfarrkirche eingebaut wurden. Fertigung und Einbau der Fenster erfolgten durch die Firma Carl Geylings Erben in Wien und die königlich-bayerische Hofglasmalerei Franz Xaver Zettler in München.
Im Inneren der Kirche befindet sich eine Ausstellung mit gotischer und Renaissance-Kunst aus Nordwestböhmen. Der Keller der Kirche dient als Ausstellungsraum für die Kunstgalerie in Most. Unter der Kirche befinden sich die mittelalterliche Krypta und ein großer Raum aus Stahlbeton, der als Fundament für die Verschiebung entstand und für verschiedene Veranstaltungen verwendet wird.
Die Kirche verfügt über einen Bestand von fünf Glocken. Die große Glocke, 1593 gegossen, hat einen Durchmesser von etwa 1,40 Metern. Die zweite Glocke von rund 1,10 Metern Durchmesser wurde 1586 gegossen. Die alten Holzjoche und Klöppel sind erhalten geblieben. Der alte Glockenstuhl wurde mit dem alten freistehenden Glockenturm abgerissen. Zwei Uhrschellen von 1607, 1,29 Meter Durchmesser, und von 1594 mit 97 Zentimetern Durchmesser sind hinter dem westlichen Schallfenster angebracht. Im Dachreiter hängt noch eine kleine Messglocke.